# Reprezentacja Polski U-21 w piłce nożnej mężczyzn
Reprezentacja Polski U-21 w piłce nożnej, Polska U-21 – drużyna piłkarska reprezentująca Rzeczpospolitą Polską w zawodach międzynarodowych. Powoływana jest przez selekcjonera, mogą w niej występować wyłącznie zawodnicy posiadający obywatelstwo polskie, będący na początku roku kalendarzowego, w którym rozpoczynają się eliminacje mistrzostw Europy do lat 21 w wieku poniżej 21 lat (niektórzy gracze mogą zatem pozostać w drużynie do ukończenia 23. roku życia).
Utworzono ją w wyniku zmian w rozgrywkach młodzieżowych UEFA w 1976 r., za jej funkcjonowanie odpowiedzialny jest Polski Związek Piłki Nożnej, zarządzający piłką nożną w Polsce. Kadra U-21 nie rozgrywa spotkań w roli gospodarza na jednym stadionie, lecz na obiektach w różnych miastach, a ze względu na mniejsze zapotrzebowanie w porównaniu z reprezentacją seniorską, wykorzystywane są stadiony o mniejszej pojemności.
Od 9 sierpnia 2025 funkcję selekcjonera reprezentacji Polski U-21 pełni Jerzy Brzęczek.

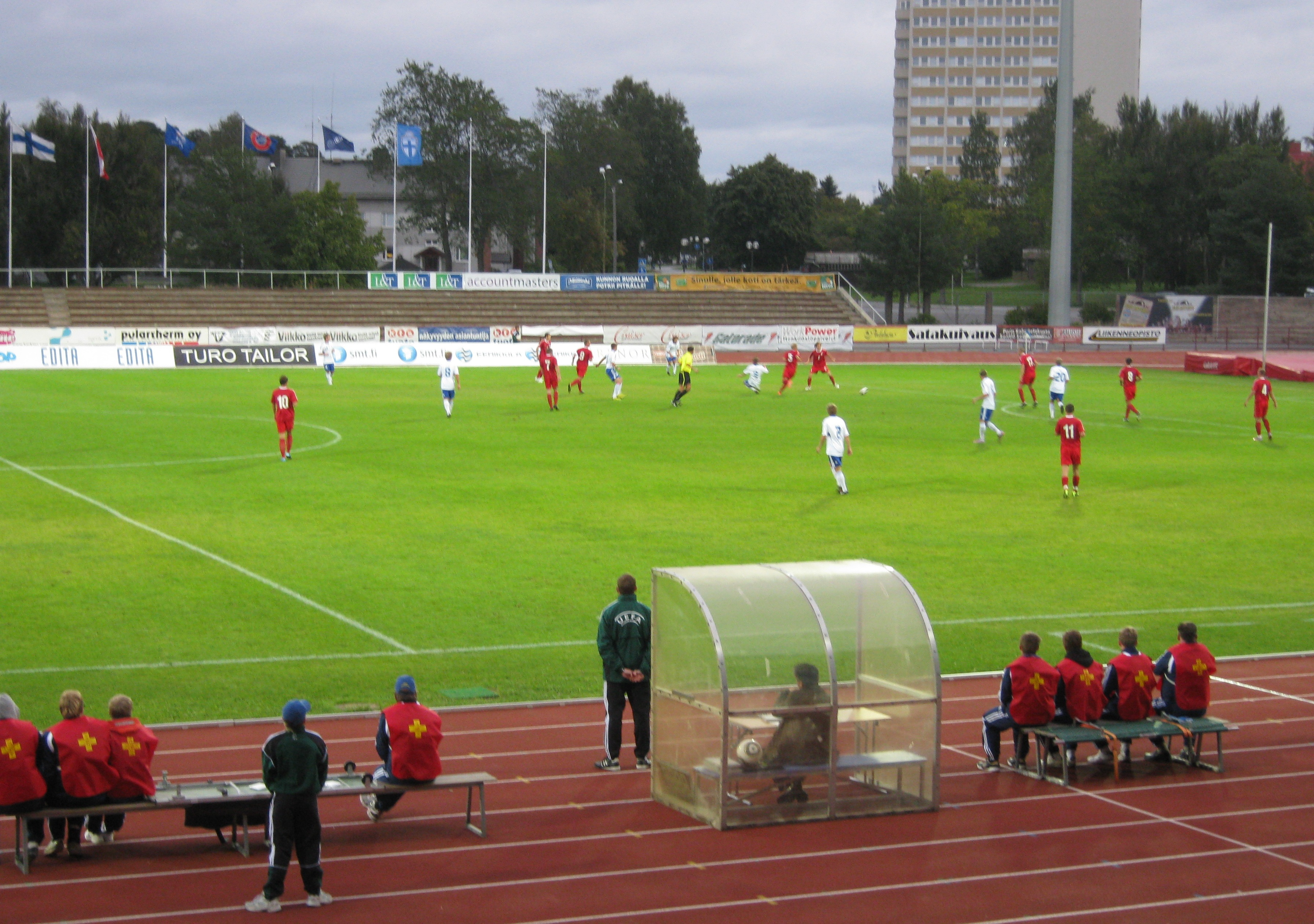
Mecz El. ME U21 Finlandia – Polska (2:0), Pori 3 września 2010

## Sukcesy
- 1992 – wicemistrzostwo olimpijskie (jako reprezentacja olimpijska)
- 1974 – półfinał mistrzostw Europy U-23 (jako reprezentacja U-23)
- 1982, 1984, 1986, 1992, 1994 – ćwierćfinał mistrzostw Europy U-21

## Udział w międzynarodowych turniejach

### Mistrzostwa Europy
| Udział w mistrzostwach Europy U-21 | Udział w mistrzostwach Europy U-21 | Udział w mistrzostwach Europy U-21 | Udział w mistrzostwach Europy U-21 | Udział w mistrzostwach Europy U-21 | Udział w mistrzostwach Europy U-21 | Udział w mistrzostwach Europy U-21 | Udział w mistrzostwach Europy U-21 | Udział w mistrzostwach Europy U-21 |
| Rok                                | Kwalifikacje                       | Wynik                              | M                                  | Z                                  | R                                  | P                                  | G+                                 | G-                                 |
| ---------------------------------- | ---------------------------------- | ---------------------------------- | ---------------------------------- | ---------------------------------- | ---------------------------------- | ---------------------------------- | ---------------------------------- | ---------------------------------- |
| 1978                               | Nie zakwalifikowała się            | Nie zakwalifikowała się            | Nie zakwalifikowała się            | Nie zakwalifikowała się            | Nie zakwalifikowała się            | Nie zakwalifikowała się            | Nie zakwalifikowała się            | Nie zakwalifikowała się            |
| 1980                               | Nie zakwalifikowała się            | Nie zakwalifikowała się            | Nie zakwalifikowała się            | Nie zakwalifikowała się            | Nie zakwalifikowała się            | Nie zakwalifikowała się            | Nie zakwalifikowała się            | Nie zakwalifikowała się            |
| 1982                               | Awans                              | Ćwierćfinał                        | 2                                  | 0                                  | 1                                  | 1                                  | 3                                  | 4                                  |
| 1984                               | Awans                              | Ćwierćfinał                        | 2                                  | 0                                  | 1                                  | 1                                  | 3                                  | 6                                  |
| 1986                               | Awans                              | Ćwierćfinał                        | 2                                  | 1                                  | 0                                  | 1                                  | 1                                  | 5                                  |
| 1988                               | Nie zakwalifikowała się            | Nie zakwalifikowała się            | Nie zakwalifikowała się            | Nie zakwalifikowała się            | Nie zakwalifikowała się            | Nie zakwalifikowała się            | Nie zakwalifikowała się            | Nie zakwalifikowała się            |
| 1990                               | Nie zakwalifikowała się            | Nie zakwalifikowała się            | Nie zakwalifikowała się            | Nie zakwalifikowała się            | Nie zakwalifikowała się            | Nie zakwalifikowała się            | Nie zakwalifikowała się            | Nie zakwalifikowała się            |
| 1992                               | Awans                              | Ćwierćfinał                        | 2                                  | 0                                  | 1                                  | 1                                  | 1                                  | 6                                  |
| 1994                               | Awans                              | Ćwierćfinał                        | 2                                  | 0                                  | 0                                  | 2                                  | 1                                  | 5                                  |
| 1996                               | Nie zakwalifikowała się            | Nie zakwalifikowała się            | Nie zakwalifikowała się            | Nie zakwalifikowała się            | Nie zakwalifikowała się            | Nie zakwalifikowała się            | Nie zakwalifikowała się            | Nie zakwalifikowała się            |
| 1998                               | Nie zakwalifikowała się            | Nie zakwalifikowała się            | Nie zakwalifikowała się            | Nie zakwalifikowała się            | Nie zakwalifikowała się            | Nie zakwalifikowała się            | Nie zakwalifikowała się            | Nie zakwalifikowała się            |
| 2000                               | Nie zakwalifikowała się            | Nie zakwalifikowała się            | Nie zakwalifikowała się            | Nie zakwalifikowała się            | Nie zakwalifikowała się            | Nie zakwalifikowała się            | Nie zakwalifikowała się            | Nie zakwalifikowała się            |
| 2002                               | Nie zakwalifikowała się            | Nie zakwalifikowała się            | Nie zakwalifikowała się            | Nie zakwalifikowała się            | Nie zakwalifikowała się            | Nie zakwalifikowała się            | Nie zakwalifikowała się            | Nie zakwalifikowała się            |
| 2004                               | Nie zakwalifikowała się            | Nie zakwalifikowała się            | Nie zakwalifikowała się            | Nie zakwalifikowała się            | Nie zakwalifikowała się            | Nie zakwalifikowała się            | Nie zakwalifikowała się            | Nie zakwalifikowała się            |
| 2006                               | Nie zakwalifikowała się            | Nie zakwalifikowała się            | Nie zakwalifikowała się            | Nie zakwalifikowała się            | Nie zakwalifikowała się            | Nie zakwalifikowała się            | Nie zakwalifikowała się            | Nie zakwalifikowała się            |
| 2007                               | Nie zakwalifikowała się            | Nie zakwalifikowała się            | Nie zakwalifikowała się            | Nie zakwalifikowała się            | Nie zakwalifikowała się            | Nie zakwalifikowała się            | Nie zakwalifikowała się            | Nie zakwalifikowała się            |
| 2009                               | Nie zakwalifikowała się            | Nie zakwalifikowała się            | Nie zakwalifikowała się            | Nie zakwalifikowała się            | Nie zakwalifikowała się            | Nie zakwalifikowała się            | Nie zakwalifikowała się            | Nie zakwalifikowała się            |
| 2011                               | Nie zakwalifikowała się            | Nie zakwalifikowała się            | Nie zakwalifikowała się            | Nie zakwalifikowała się            | Nie zakwalifikowała się            | Nie zakwalifikowała się            | Nie zakwalifikowała się            | Nie zakwalifikowała się            |
| 2013                               | Nie zakwalifikowała się            | Nie zakwalifikowała się            | Nie zakwalifikowała się            | Nie zakwalifikowała się            | Nie zakwalifikowała się            | Nie zakwalifikowała się            | Nie zakwalifikowała się            | Nie zakwalifikowała się            |
| 2015                               | Nie zakwalifikowała się            | Nie zakwalifikowała się            | Nie zakwalifikowała się            | Nie zakwalifikowała się            | Nie zakwalifikowała się            | Nie zakwalifikowała się            | Nie zakwalifikowała się            | Nie zakwalifikowała się            |
| 2017                               | Gospodarz                          | Faza grupowa                       | 3                                  | 0                                  | 1                                  | 2                                  | 3                                  | 7                                  |
| 2019                               | Awans                              | Faza grupowa                       | 3                                  | 2                                  | 0                                  | 1                                  | 4                                  | 7                                  |
| 2021                               | Nie zakwalifikowała się            | Nie zakwalifikowała się            | Nie zakwalifikowała się            | Nie zakwalifikowała się            | Nie zakwalifikowała się            | Nie zakwalifikowała się            | Nie zakwalifikowała się            | Nie zakwalifikowała się            |
| 2023                               | Nie zakwalifikowała się            | Nie zakwalifikowała się            | Nie zakwalifikowała się            | Nie zakwalifikowała się            | Nie zakwalifikowała się            | Nie zakwalifikowała się            | Nie zakwalifikowała się            | Nie zakwalifikowała się            |
| 2025                               | Awans                              | Faza grupowa                       | 3                                  | 0                                  | 0                                  | 3                                  | 2                                  | 11                                 |

## Zawodnicy
Piłkarze powołani przez selekcjonera Adama Majewskiego na Mistrzostwa Europy U-21 w Piłce Nożnej 2025.
| Numer      | Imię i nazwisko       | Data urodzenia       | Miejsce urodzenia   | Klub                  |
| Bramkarze  | Bramkarze             | Bramkarze            | Bramkarze           | Bramkarze             |
| ---------- | --------------------- | -------------------- | ------------------- | --------------------- |
| 1          | Kacper Tobiasz        | 4 listopada 2002     | Płock               | Legia Warszawa        |
| 12         | Kacper Trelowski      | 19 sierpnia 2003     | Częstochowa         | Raków Częstochowa     |
| 22         | Sławomir Abramowicz   | 9 czerwca 2004       | Warszawa            | Jagiellonia Białystok |
| Obrońcy    |                       |                      |                     |                       |
| 2          | Ariel Mosór           | 19 lutego 2003       | Katowice            | Raków Częstochowa     |
| 3          | Patryk Peda           | 16 kwietnia 2002     | Zalesie Górne       | Juve Stabia           |
| 4          | Miłosz Matysik        | 26 kwietnia 2004     | Białystok           | Aris Limassol         |
| 5          | Łukasz Bejger         | 11 stycznia 2002     | Golub-Dobrzyń       | NK Celje              |
| 13         | Filip Luberecki       | 25 kwietnia 2005     | Ełk                 | Motor Lublin          |
| 14         | Arkadiusz Pyrka       | 20 września 2002     | Radom               | Piast Gliwice         |
| 15         | Michał Gurgul         | 30 stycznia 2006     | Poznań              | Lech Poznań           |
| 23         | Bartłomiej Smolarczyk | 2 lipca 2003         | Warszawa            | Korona Kielce         |
| Pomocnicy  |                       |                      |                     |                       |
| 6          | Mateusz Łęgowski      | 29 stycznia 2003     | Brodnica            | Yverdon-Sport         |
| 7          | Kajetan Szmyt         | 29 maja 2002         | Poznań              | Zagłębie Lubin        |
| 8          | Jakub Kałuziński      | 31 października 2002 | Gdańsk              | Antalyaspor           |
| 10         | Kacper Kozłowski      | 16 października 2003 | Koszalin            | Gaziantep FK          |
| 11         | Michał Rakoczy        | 30 marca 2002        | Jasło               | MKE Ankaragücü        |
| 16         | Antoni Kozubal        | 18 sierpnia 2004     | Krosno              | Lech Poznań           |
| 17         | Mariusz Fornalczyk    | 15 stycznia 2003     | Bytom               | Korona Kielce         |
| 18         | Dominik Marczuk       | 1 listopada 2003     | Międzyrzec Podlaski | Real Salt Lake        |
| 19         | Mateusz Kowalczyk     | 16 kwietnia 2004     | Warszawa            | GKS Katowice          |
| 21         | Tomasz Pieńko         | 5 stycznia 2004      | Wrocław             | Zagłębie Lubin        |
| Napastnicy |                       |                      |                     |                       |
| 9          | Filip Szymczak        | 6 maja 2002          | Poznań              | GKS Katowice          |
| 20         | Wiktor Bogacz         | 14 lipca 2004        | Starachowice        | New York Red Bulls    |

## Trenerzy
Do 1976 r. jako trenerzy kadry U-23
| Lp.  | Imię i nazwisko                        | Od         | Do         |
| 1.   | Kazimierz Górski                       | 1966       | 12.1970    |
| 2.   | Andrzej Strejlau                       | 1.07.1968  | 30.06.1975 |
| 3.   | Ryszard Kulesza (1. kadencja)          | 31.07.1974 | 31.07.1975 |
| 4.   | Jacek Gmoch                            | 1.07.1975  | 30.06.1976 |
| (3.) | Ryszard Kulesza (2. kadencja)          | 1.07.1975? | 1978?      |
| 5.   | Waldemar Obrębski                      | 1977?      | 1983       |
| p.o. | Marian Kowalski (p.o. jako kapitan)    | 1983       | 1.07.1984  |
| 6.   | Edmund Zientara                        | 1.07.1984  | 30.06.1987 |
| 7.   | Boguslaw Hajdas                        | 1.07.1987  | 30.06.1989 |
| 8.   | Janusz Wójcik                          | 19.02.1989 | 25.11.1992 |
| 9.   | Wiktor Stasiuk                         | 1.07.1992  | 30.06.1994 |
| 10.  | Mieczysław Broniszewski                | 31.07.1994 | 31.07.1995 |
| p.o. | Tomasz Rząsa (p.o. jako kapitan)       | 31.07.1995 | 1.07.1996? |
| 11.  | Edward Lorens                          | 1.07.1996? | 1998       |
| 12.  | Paweł Janas                            | 1.07.1996  | 1.11.1999  |
| 13.  | Lesław Ćmikiewicz                      | 1.11.1999  | 2001       |
| p.o. | Damian Gorawski (p.o. jako kapitan)    | 2001       | 2002       |
| 14.  | Edward Klejndinst                      | 2002       | 30.06.2003 |
| p.o. | Euzebiusz Smolarek (p.o. jako kapitan) | 30.06.2003 | 10.10.2003 |
| p.o. | Patryk Rachwał (p.o. jako kapitan)     | 10.10.2003 | 2004       |
| 15.  | Władysław Antoni Żmuda                 | 2004       | 2005       |
| 16.  | Andrzej Zamilski                       | 2005       | 2.12.2010  |
| p.o. | Radosław Mroczkowski (tymczasowo)      | 25.09.2009 | 22.12.2009 |
| 17.  | Stefan Majewski                        | 2.12.2010  | 11.12.2012 |
| p.o. | Tomasz Kupisz (p.o. jako kapitan)      | 11.12.2012 | 16.01.2013 |
| 18.  | Marcin Dorna                           | 16.01.2013 | 6.07.2017  |
| 19.  | Czesław Michniewicz                    | 7.07.2017  | 14.10.2020 |
| 20.  | Maciej Stolarczyk                      | 15.10.2020 | 14.06.2022 |
| 21.  | Michał Probierz                        | 4.07.2022  | 21.09.2023 |
| 22.  | Adam Majewski                          | 22.09.2023 | 8.08.2025  |
| 23.  | Jerzy Brzęczek                         | 9.08.2025  | obecnie    |

## Selekcjonerzy kadry młodzieżowej i kadry A

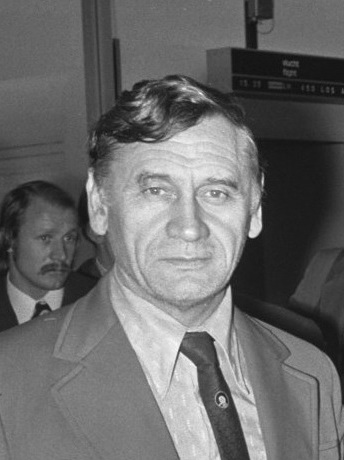
Kazimierz Górski – trener reprezentacji U-21 w latach 1966-70
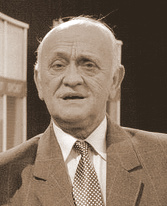
Andrzej Strejlau – trener reprezentacji U-21 w latach 1968-75
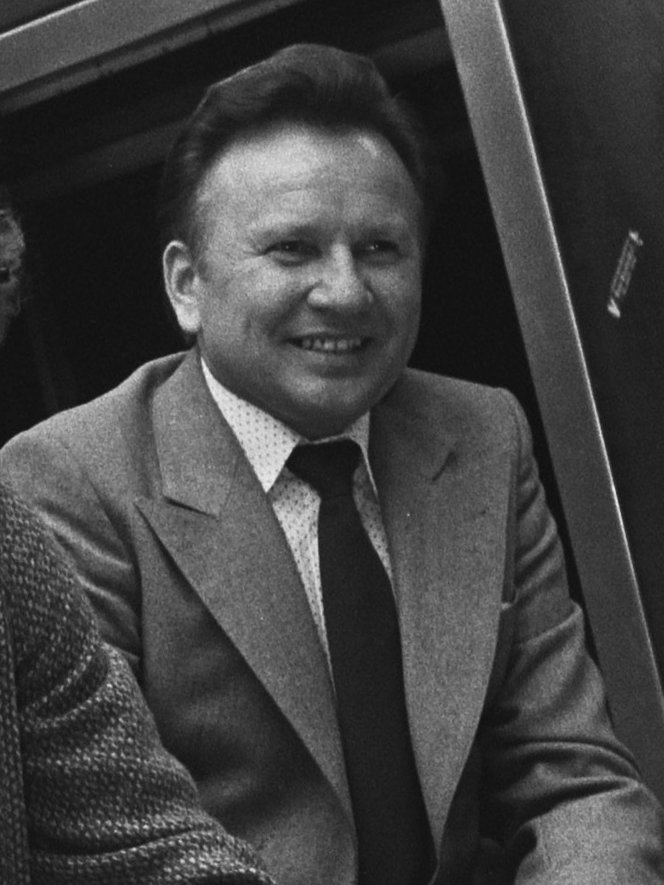
Ryszard Kulesza – trener reprezentacji U-21 w latach 1974-75 i 1975-78
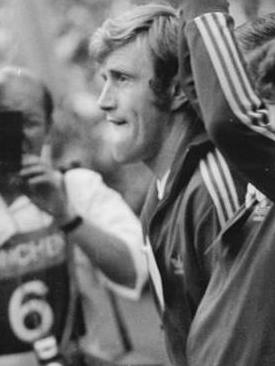
Jacek Gmoch – trener reprezentacji U-21 w latach 1975-76
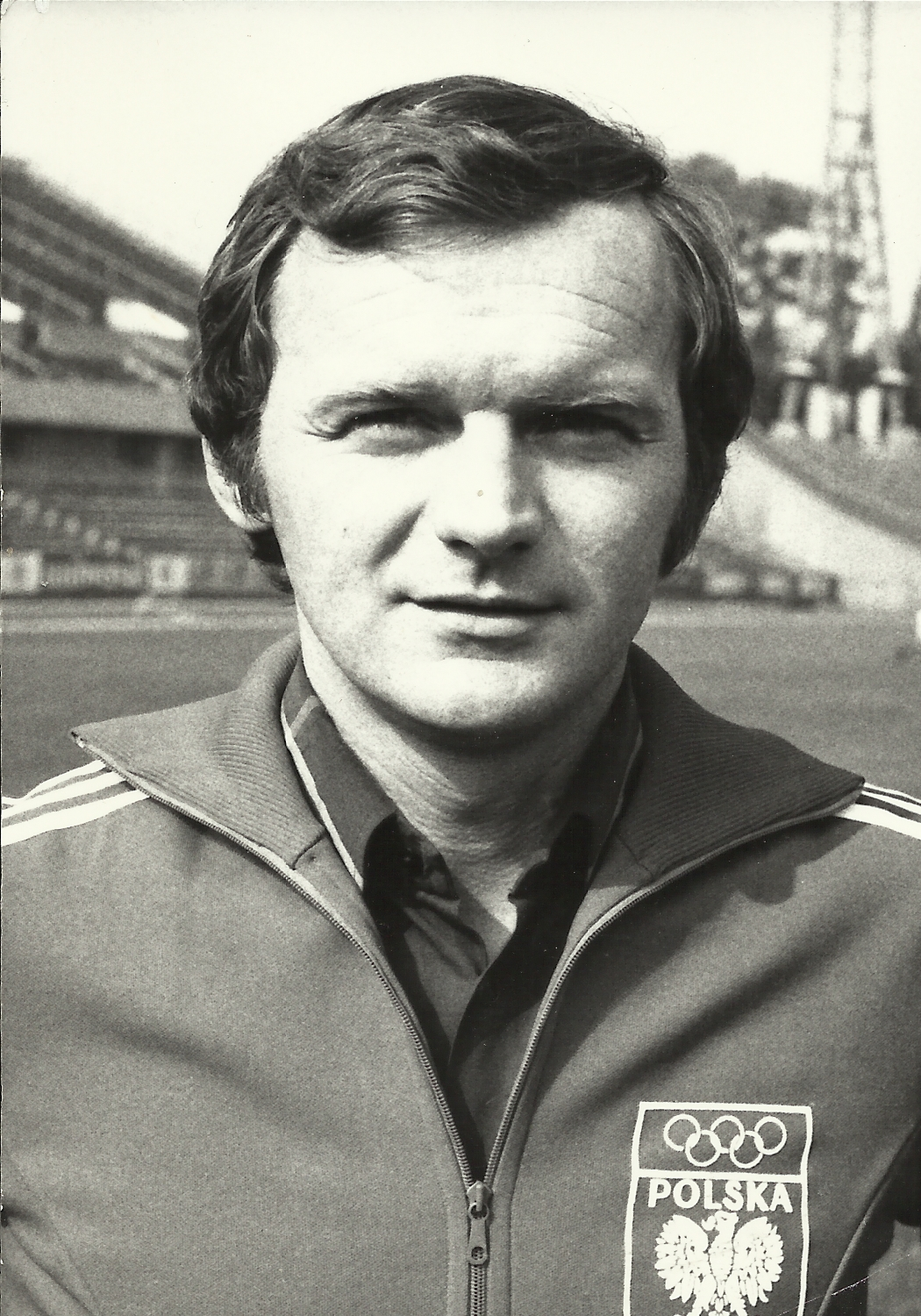
Waldemar Obrębski – trener reprezentacji U-21 w latach 1977-83
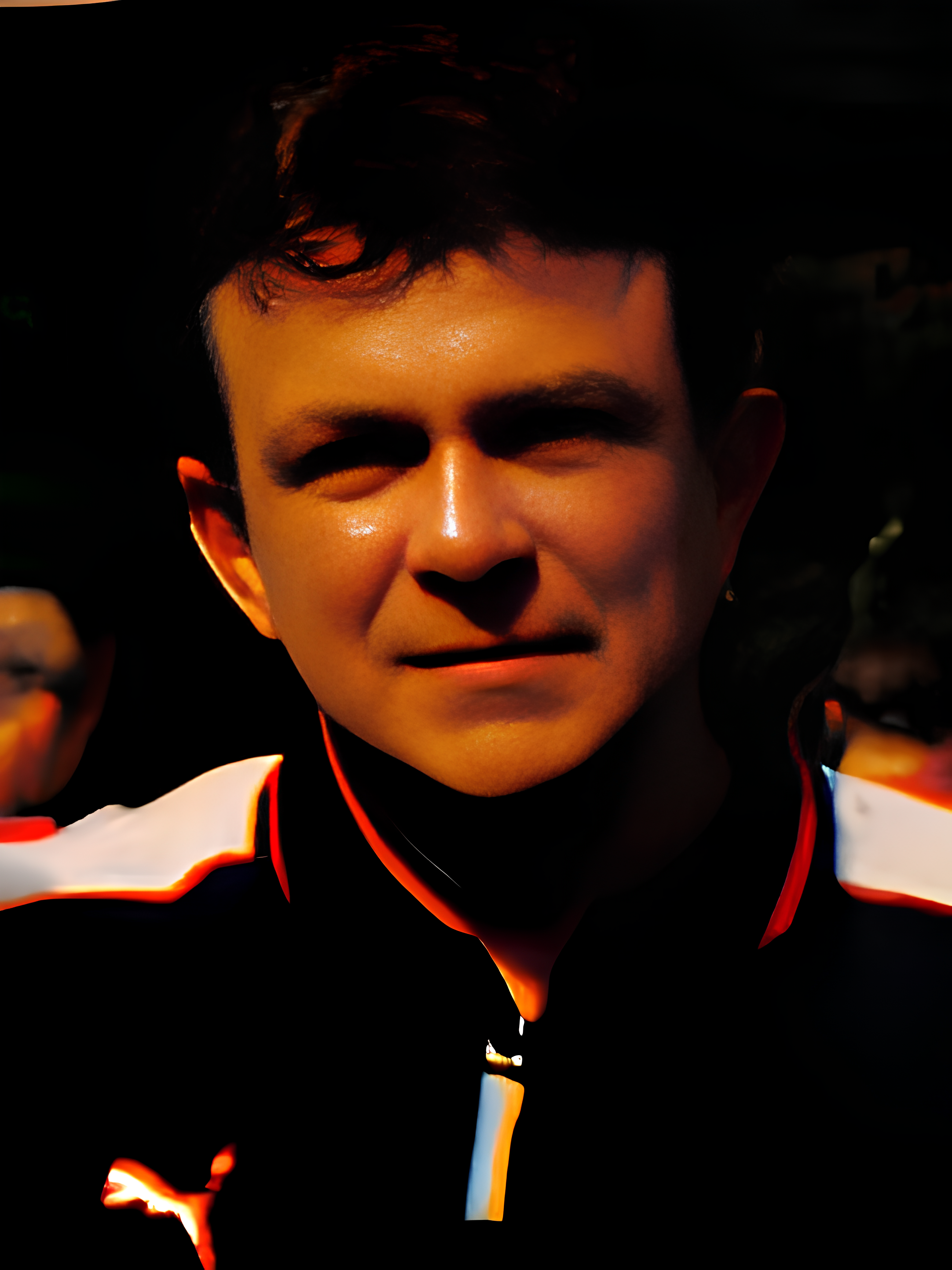
Janusz Wójcik – trener reprezentacji U-21 w latach 1989-92
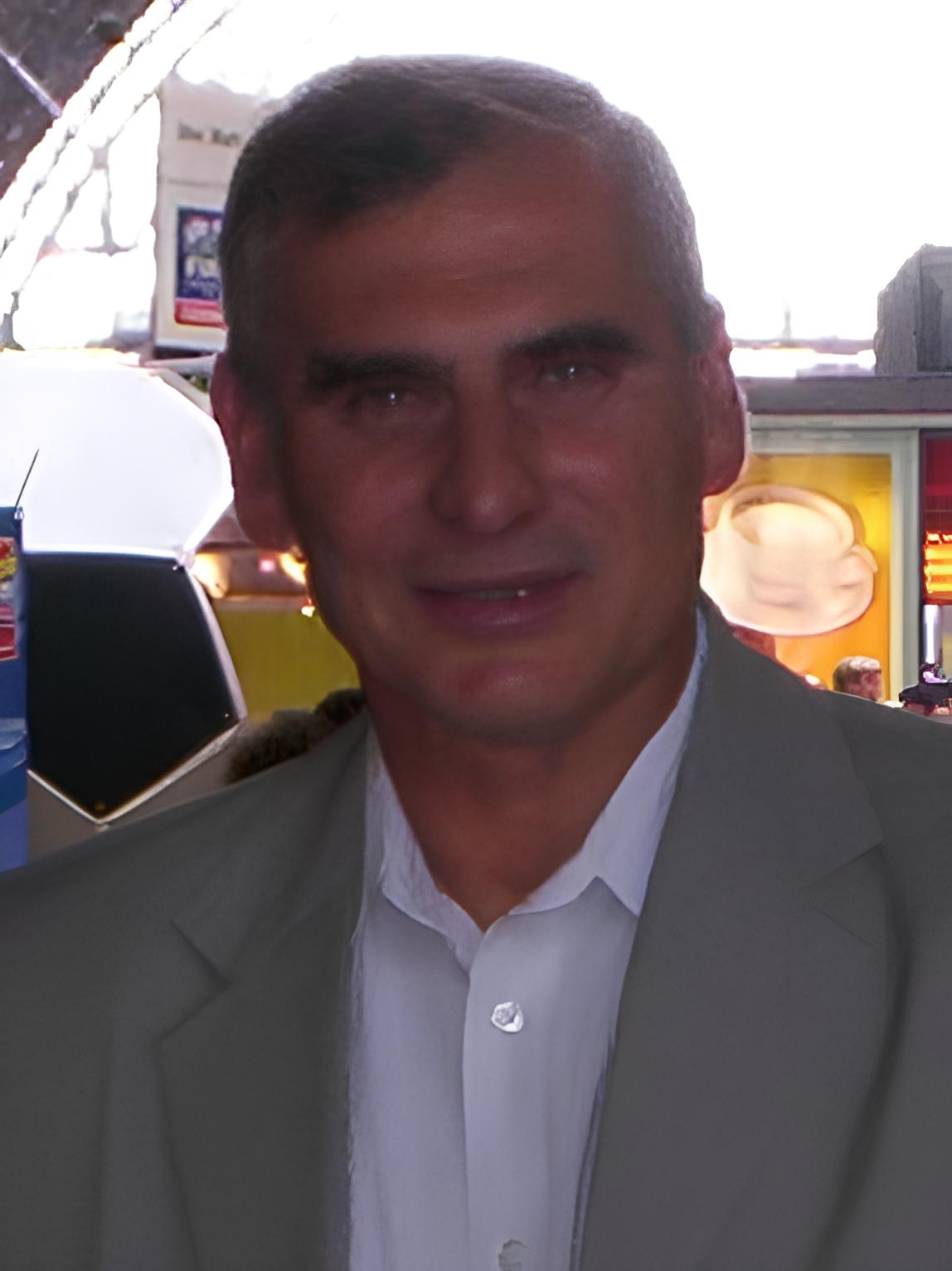
Paweł Janas – trener reprezentacji U-21 w latach 1996-99
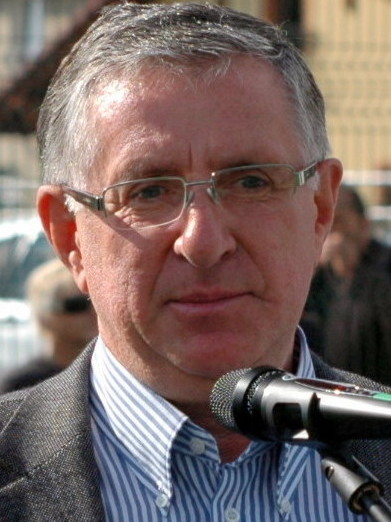
Lesław Ćmikiewicz – trener reprezentacji U-21 w latach 1999–2001
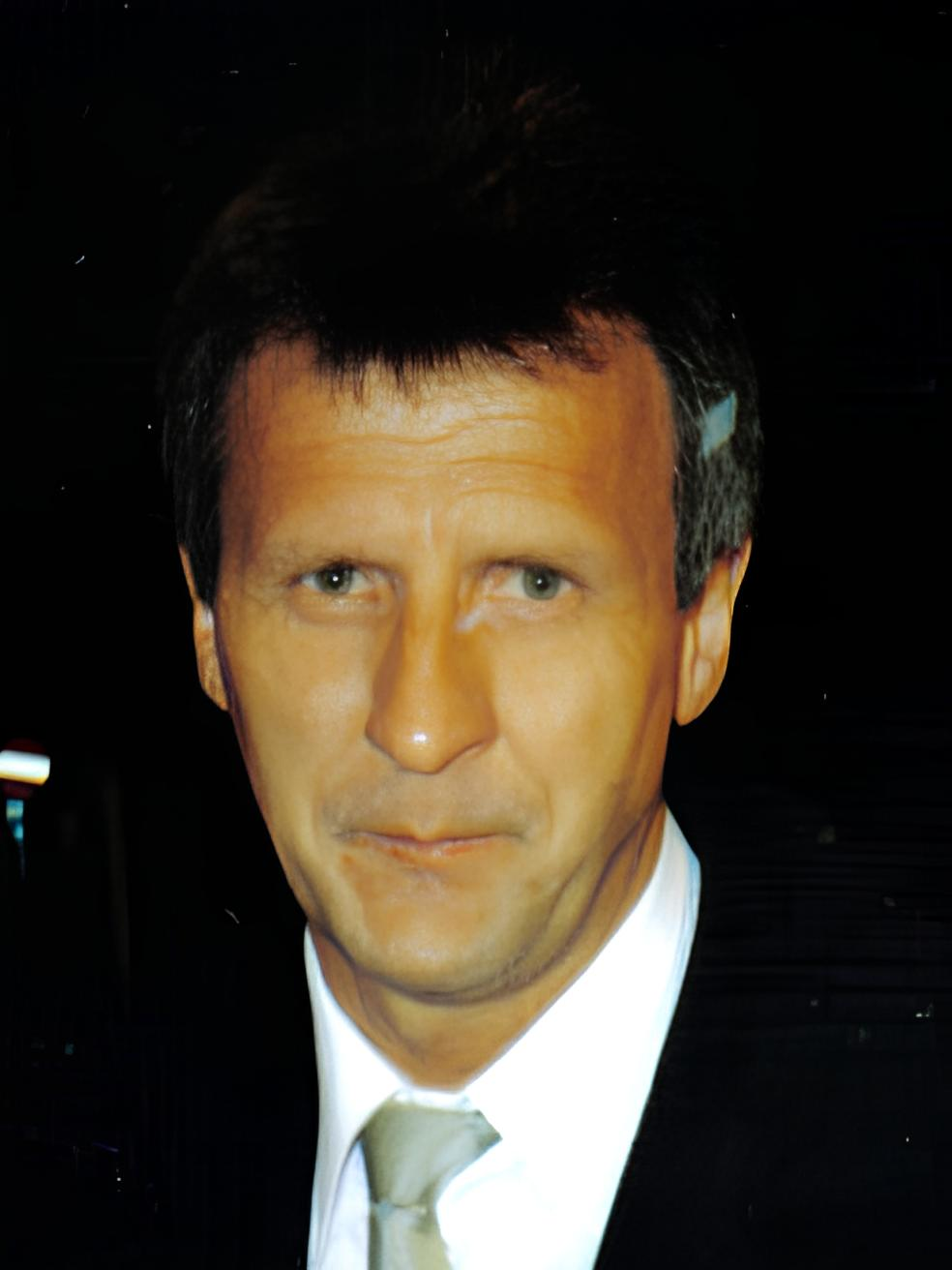
Stefan Majewski – trener reprezentacji U-21 w latach 2010-12
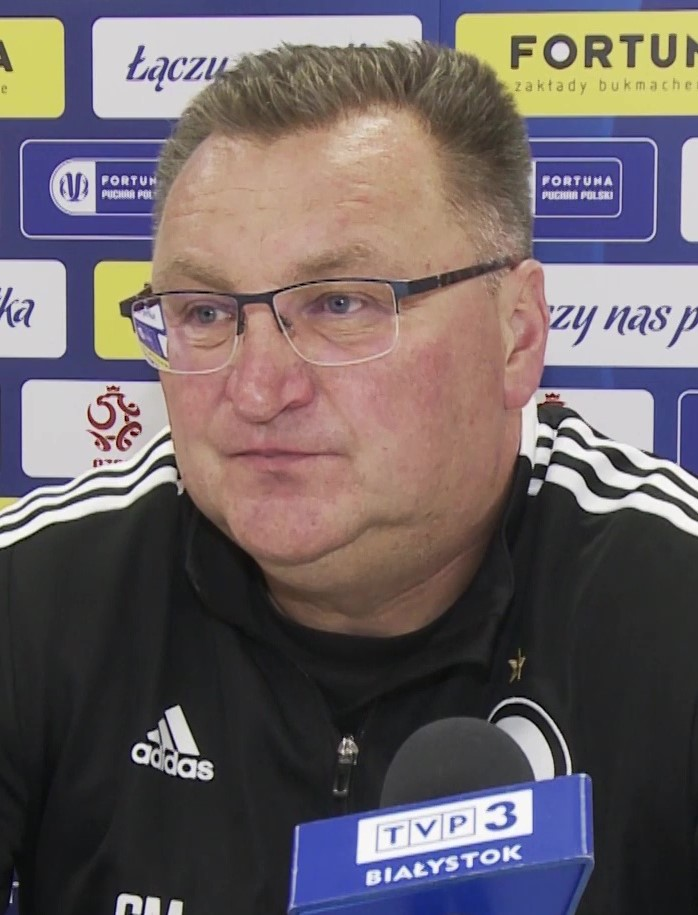
Czesław Michniewicz – trener reprezentacji U-21 w latach 2017-20
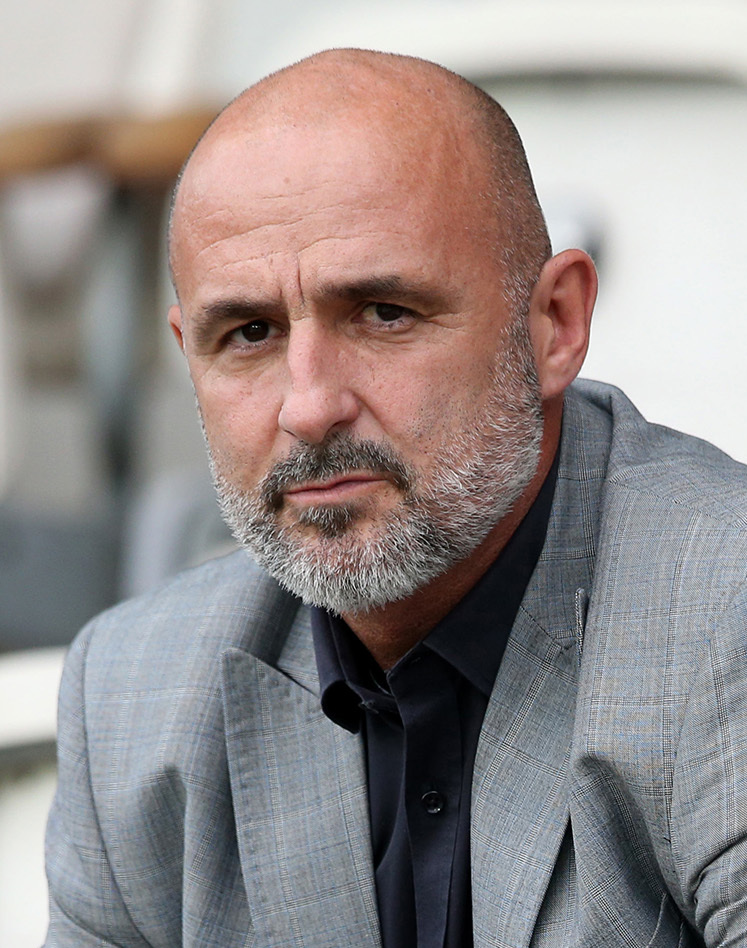
Michał Probierz – trener reprezentacji U-21 w latach 2022-23
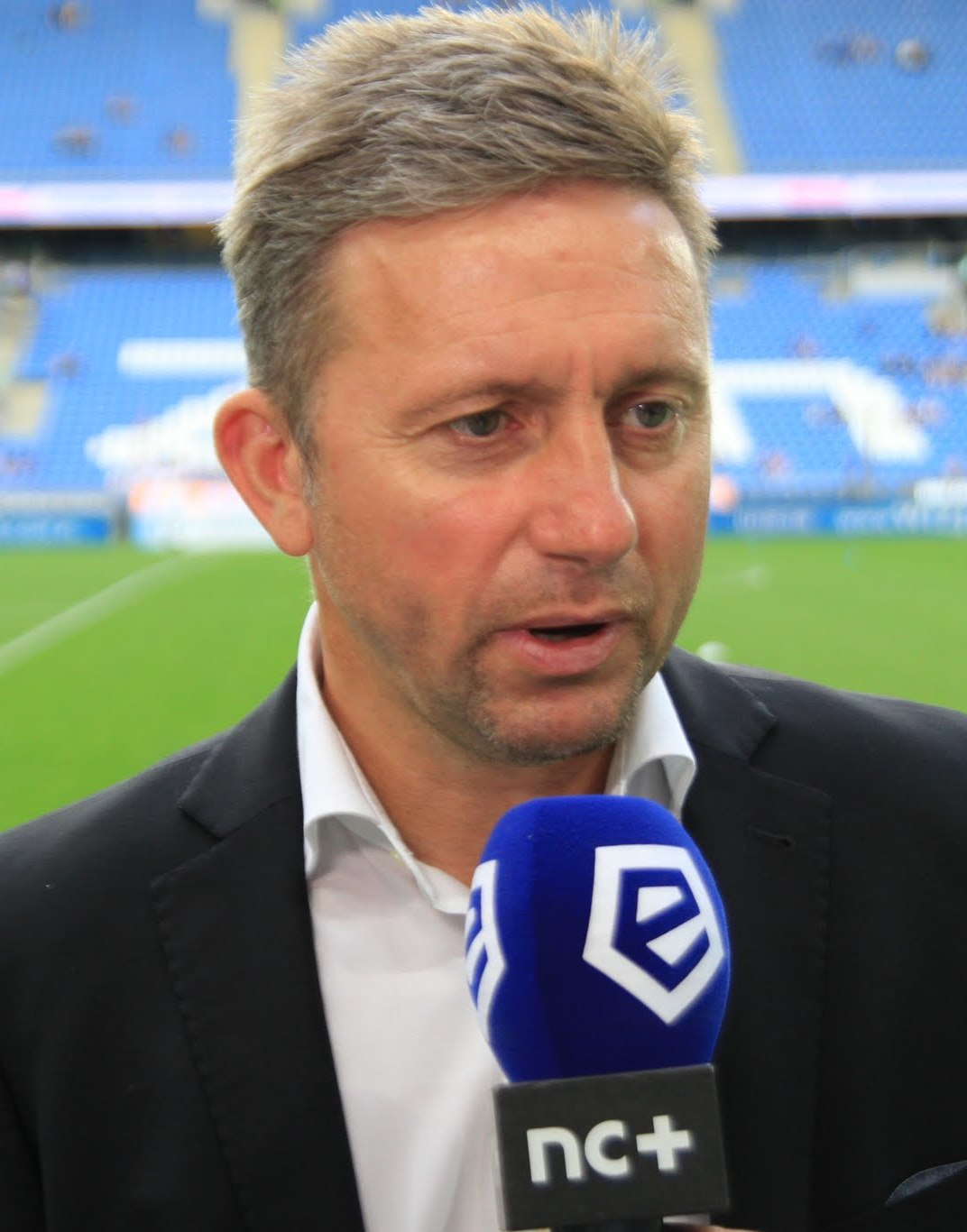
Jerzy Brzęczek – trener reprezentacji U-21 od 2025